# Försäter
Försäter is een plaats in de gemeente Tierp in het landschap Uppland en de provincie Uppsala län in Zweden. De plaats heeft 91 inwoners (2005) en een oppervlakte van 30 hectare.